# Флорин, Магнус
Магнус Флорин (швед. Magnus Florin, род. 1955) — шведский писатель, театральный режиссёр. Пишет на шведском языке.
Как писала о Флорине переводчица его произведений на русский язык Елена Самуэльсон, «Жил-был Магнус Флорин. Жил он в шведском королевстве и писал странные книги. Прочтёшь — и не знаешь, что и думать».

## Краткая биография
Магнус Флорин родился в 1955 году в Уппсале. С конца 1970-х годов живёт в Стокгольме. Защитил диссертацию о шведском пролетарском театре (1978). Автор нескольких крупных произведений. Стал известен после опубликования в 1995 году философского романа «Сад» о жизни великого шведского естествоиспытателя Карла Линнея (1707—1778).
С самого начала своей творческой деятельности параллельно занимается театром. В 1980-х и 1990-х годах был заведующим литературной часть в театре Dramaten. Поставил радиоспектакль «Синяя книга» по Августу Стриндбергу (1999). Художественный руководитель Радиотеатра (2000—2006).
По собственному признанию Флорина, литература носит для него прикладной характер, являясь вторичной по отношению к его естественно-научным интересам (наблюдением за «миром людей и растений»). Другой интерес Флорина, по его словам, связан с языком, к которому он относится как к «эху других эпох».
По мнению Елена Самуэльсон, для Флорина не является важным вопрос «Что происходит?», для него важны вопросы «Как происходит?» и «Как чувствуется?», в результате в его произведениях реальность становится призрачной. Флорина, по её мнению, можно назвать микрофеноменологом языка, он «спасает слова и связанные с ними чувства, использует их и тем самым возвращает к жизни». Юмор Флорина близок юмору Сэмюэла Беккета, а «детское» видение ситуаций напоминает поздние драмы Августа Стриндберга.

## Премии
- 2001 — Премия Биргера Доблоу
- 1999 — Премия Шведского радио[швед.]
- 2006 — «Аниара»[швед.]: премия за лучшее художественное произведение на шведском языке, присуждаемое шведским библиотечным союзом
- 2011 — Стипендия памяти Харри Мартинсона[швед.]: стипендия за вклад в развитие шведского языка, носит имя лауреата Нобелевской премии в области литературы Харри Мартинсона
- 2011 — De Nios Vinterpris[швед.]

## Избранная библиография
- 1978 — Blå blusen.
- 1989 — Berättelsens gång («Ход повествования»)
- 1992 — Tror du på denna historia? («Веришь в эту историю?»)
- 1995 — Trädgården («Сад»)
Роман — номинант шведской национальной премии Августа Стриндберга. По этому роману в 1999 году шведский композитор Юнас Форсселль[швед.] написал оперу (Trädgården, либретто Leif Janzon).
Перевод на русский язык — СПб., изд. Ивана Лимбаха, 2005. ISBN 5-89059-069-3
- 1998 — Syskonen («Братцы-сестрицы»)
Перевод на русский язык:
Флорин М. Братцы-сестрицы = Syskonen. — СПб.: Издательство журнала «Звезда», 2004. — 136 с. — 1000 экз. — ISBN 5-7439-0106-6.
- 2001 — Cirkulation («Циркуляция»)
- 2005 — Leendet («Улыбка»)
- 2010 — Ränderna («Полосы»)